# Знаменский, Владимир Алексеевич
Знаменский Владимир Алексеевич (1929—1997) — военно-морской врач (1953), доктор медицинских наук (1968), профессор (1979), заведовал кафедрами эпидемиологии Киевского института последипломного образования имени П. Л. Шупика(1974—1976) и микробиологии (1976—1997). Лауреат Государственной премии СССР (1989).

## Научный вклад
Автор 176 научных работ и 12 изобретений. Считается основателем научной школы: принципы корректирования микрофлоры организма. Создатель двух медицинских препаратов — имосгент и энтеросгель. Награждён медалями. Выявил этиологию дальневосточной скарлатиноподобной лихорадки (псевдотуберкулез).

## Научное открытие
Знаменский, пренебрегая опасностью, умышленно заразил себя дальневосточной скарлатиноподобной лихорадкой.
В то время эта болезнь была ещё неизвестна. Первые симптомы заболевания были зарегистрированы врачами Тихоокеанского флота. Заболевание часто сопровождалось серьёзными осложнениями. Известны смертельные исходы. Наблюдались эпидемические вспышки. Во время первой из таких вспышек в течение тридцати дней заболело несколько сот людей. Не зная причины возникновения заболевания, невозможно было разработать систему профилактических и противоэпидемических мероприятий, диагностику и лечение.
Знаменский поставил перед собой задачу: во что бы то ни стало найти возбудителя таинственного заболевания.
Начал он с анализа имеющихся гипотез и теорий, касающихся возбудителя заболевания. Эти данные он сопоставил с эпидемиологическими особенностями возникновения инфекции. Обращала на себя внимание сезонность появления болезни, вспышки наблюдались весной. Установлено было, что болезнь практически не передавалась так называемым контактно-бытовым путём.
В 1964 году в Москве врач Г. В. Ющенко впервые выделила псевдотуберкулезный микроб от больных с симптомами острого аппендицита.
Вскоре (в мае 1965 года) Знаменскому и его товарищам также удалось выделить из удаленного по поводу аппендицита червеобразного отростка первую псевдотуберкулезную культуру.
Связь дальневосточной скарлатиноподобной лихорадки (ДСЛ) с псевдотуберкулезом становилась очевидной. Нужны были проверочные исследования, нужна была методика выделения псевдотуберкулезного микроба.
Знаменский приходит к необходимости проверить действие псевдотуберкулезного микроба на человеке. Он решает поставить опыт на себе. Собрав материалы своих исследований, а также чистые культуры микробов и выделенные от больных, переболевших ДСЛ, сыворотки крови, Владимир Алексеевич поехал — в Ленинград, в Военно-медицинскую академию.
В ночь со 2 на 3 января 1966 года Владимир Алексеевич разбил одну из ампул, растворил содержимое в половине стакана воды и выпил 300 млн микробных тел псевдотуберкулезной палочки.
Никаких признаков заболевания не появилось. Через сутки Владимир Алексеевич снова принял культуру, увеличив дозировку до 500 млн микробных тел. И снова никаких признаков. Через 4 дня он снова решил принять культуру. Количество микробных тел на этот раз было 100 млн. Несмотря на то, что дозировка принятой на сей раз культуры была значительно меньшая, токсичность её была много больше.
Появились первые признаки заболевания: резкий озноб, тошнота, головная боль, ломота во всем теле, высокая температура. Наутро начала беспокоить ноющая боль в правом подреберье.
Состояние больного исследователя резко ухудшилось.
Лечить себя он не давал до тех пор, пока полностью не проявилась клиническая картина заболевания и не были проведены все необходимые лабораторные и клинические исследования. И только тогда, когда в его состоянии здоровья наступил критический момент, и никто больше не мог ручаться за благополучный исход заболевания, его заставили лечиться.
Так самоотверженно была доказана роль псевдотуберкулёзного микроба в возникновении ДСЛ.
17 июня 1968 года на заседании Ученого совета Военно-медицинской ордена Ленина Краснознаменной академии имени С. М. Кирова состоялась защита диссертации В. А. Знаменским на соискание учёной степени кандидата медицинских наук. Диссертация называлась: «К вопросу об этиологии дальневосточной скарлатиноподобной лихорадки».
Ученый совет академии, учитывая важность научного открытия и его большую практическую значимость, принял решение присудить соискателю учёную степень доктора медицинских наук.